# Powiat częstochowski
Powiat częstochowski – powiat w Polsce, w województwie śląskim. Jego siedzibą jest Częstochowa, która sama stanowi miasto na prawach powiatu.
Pod względem powierzchni jest to największy powiat województwa śląskiego i 34. powiat w Polsce.
Według danych z 31 grudnia 2019 roku powiat zamieszkiwało 134 555 osób, według danych z 30 czerwca 2020 roku powiat zamieszkiwało 134 341 osób, a według danych z 31 grudnia 2022 roku powiat zamieszkiwało 132 009 osób.
Przez powiat częstochowski przepływa rzeka Warta.

## Historia
Pierwszy powiat
Powiat częstochowski został utworzony w 1793 jako jednostka podziału administracyjnego prowincji Prusy Południowe Królestwa Prus; w latach 1795–1807 leżał w departamencie kaliskim. W latach 1807–1815 powiat leżał w granicach w Księstwa Warszawskiego, w departamencie kaliskim. Po utworzeniu Królestwa Polskiego (1815) powiat częstochowski został włączony do województwa kaliskiego, do obwodu wieluńskiego. Kiedy w 1842 obwody przekształcono w powiaty, powiat częstochowski został zniesiony, a jego obszar włączono do powiatu wieluńskiego guberni kaliskiej (w 1837 województwa przemianowana na gubernie).
Drugi powiat
W 1867 roku powstał nowy powiat częstochowski z fragmentów powiatu wieluńskiego i powiatu olkuskiego, wprowadzono wtedy także podział na gminy. Przetrwał okres 1867-1952 w prawie niezmienionym kształcie. Wchodził w skład guberni piotrkowskiej, po 1918 roku znalazł się w województwie kieleckim.
Prawa miejskie zostały odebrane ukazem carskim z 1870 r. szeregu miasteczkom w powiecie, ale część z nich stało się miastami powtórnie: Krzepice i Kłobuck w 1919, Olsztyn w 2022 a Przyrów w 2024.

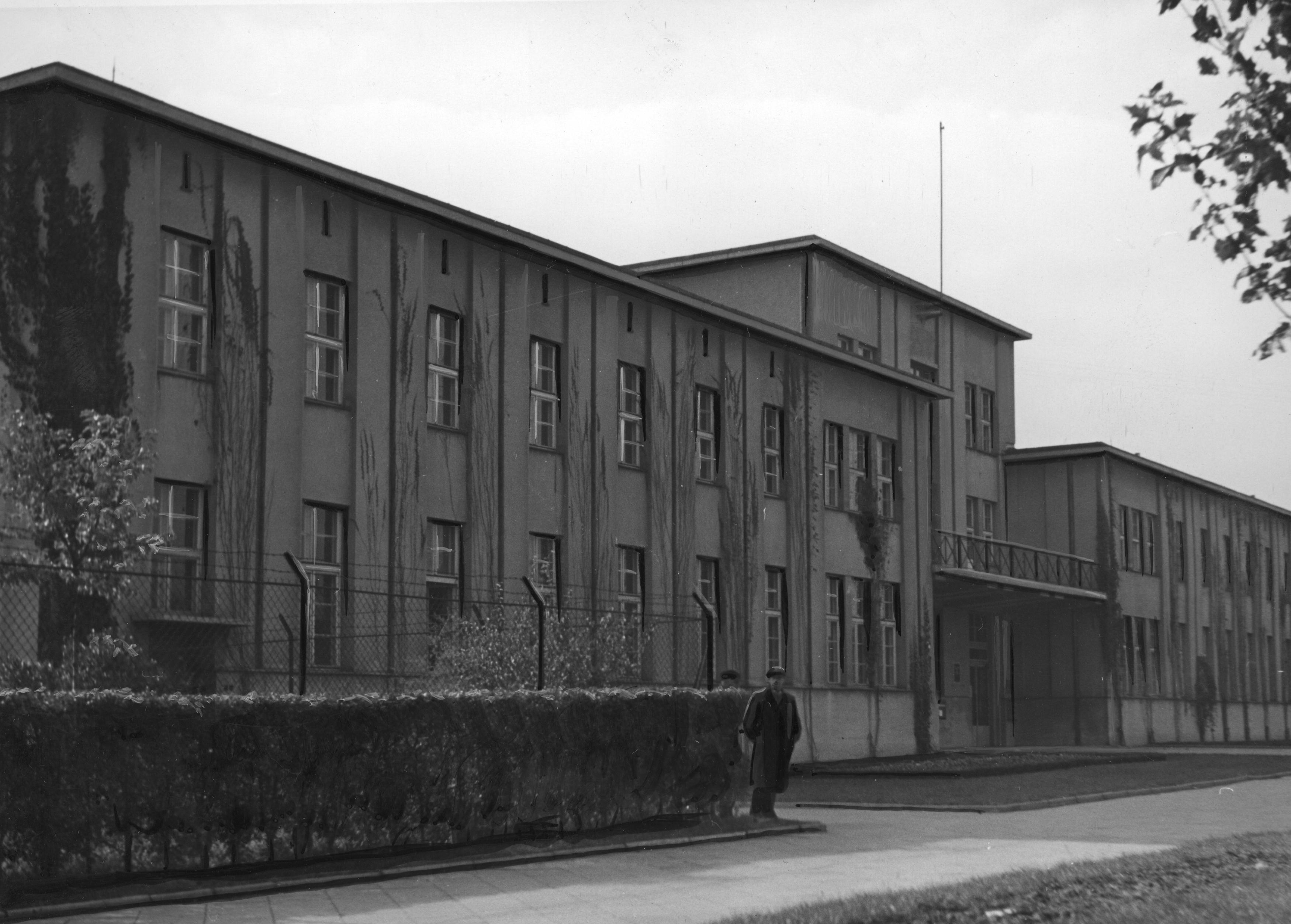
Gmach niemieckiego starostwa powiatowego w Częstochowie, 1942 r.

W okresie międzywojennym granice powiatu częstochowskiego zmieniły się 1 lipca 1925, kiedy to niewielki obszar (wieś Czatachowa) włączono do gminy Żarki w powiecie będzińskim (1 stycznia 1927 Czatachowa weszła w skład nowo utworzonego powiatu zawierciańskiego). 1 kwietnia 1928 do Częstochowy włączono m.in. Kamień, Lisiniec, Ostatni Grosz, Raków i Stradom, oraz części Boru i Zacisza w wyniku wyodrębnienia z powiatu Częstochowy i przekształcenie jej w powiat grodzki 12 kwietnia 1928. 25 sierpnia 1930 do Częstochowy włączono jeszcze folwark Kamień i osadę Błeszno II a 8 listopada 1934 tereny państwowe.
Po II wojnie światowej powiat należał początkowo do województwa kieleckiego. Od 1950 roku włączono go w skład województwa katowickiego i rozpoczęto zmiany jego granic. W 1950 roku do powiatu lublinieckiego przekazano Herby Polskie i Pietrzaki. Natomiast w 1952 roku z północno-zachodniej części powiatu wyodrębniono powiat kłobucki, a do powiatu częstochowskiego włączono fragmenty powiatu radomszczańskiego i powiatu włoszczowskiego.
W 1975 powiaty został zniesione w wyniku reformy administracyjnej, utworzono wtedy województwo częstochowskie.
Trzeci powiat
Powiat częstochowski powołano po raz kolejny w ramach reformy administracyjnej w 1999 roku, która przywróciła powiaty. Na obecny powiat częstochowski złożyło się 16 gmin byłego województwa częstochowskiego. Częstochowa, która jest siedzibą władz powiatu, nie wchodzi w jego skład, stanowiąc odrębny powiat jako miasto na prawach powiatu.

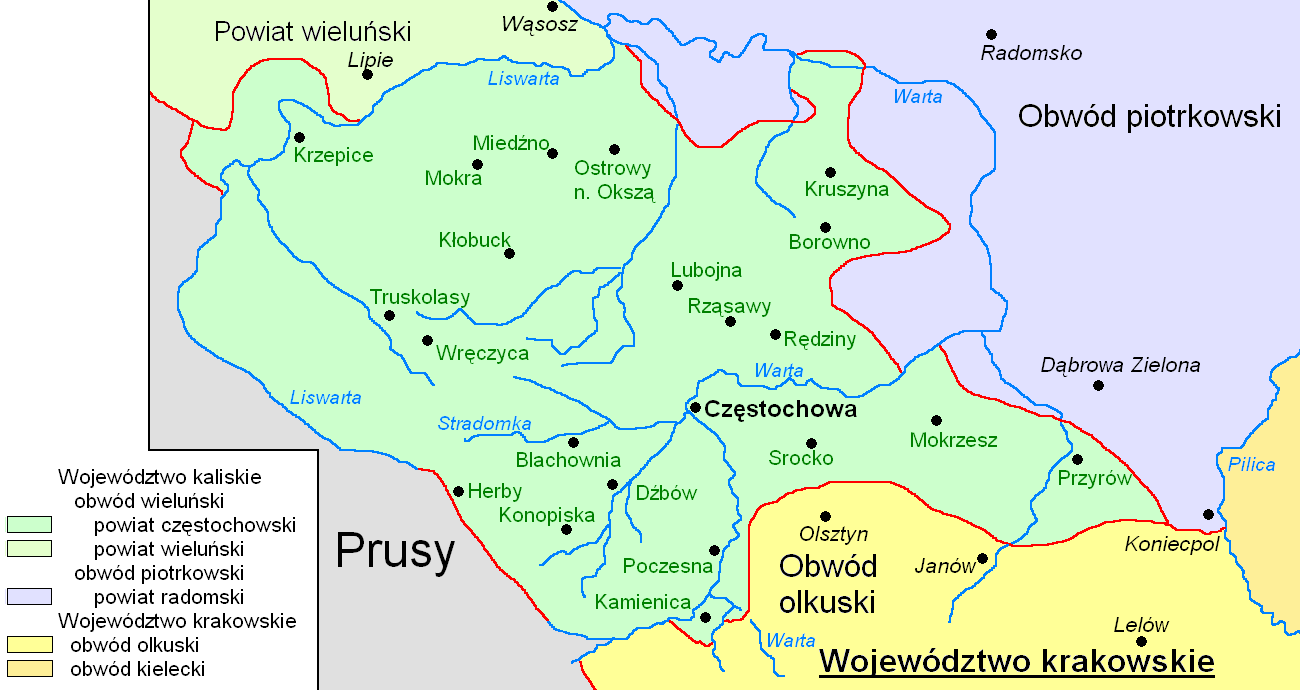
Mapa powiatu częstochowskiego w latach 1795–1842
Zmiany podziału administracyjnego powiatu częstochowskiego w latach 1867–1952
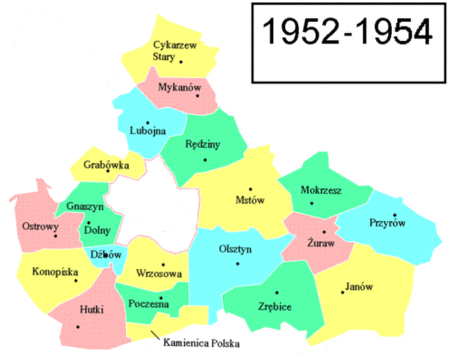
Podziału powiatu częstochowskiego na gminy w latach 1952–1954
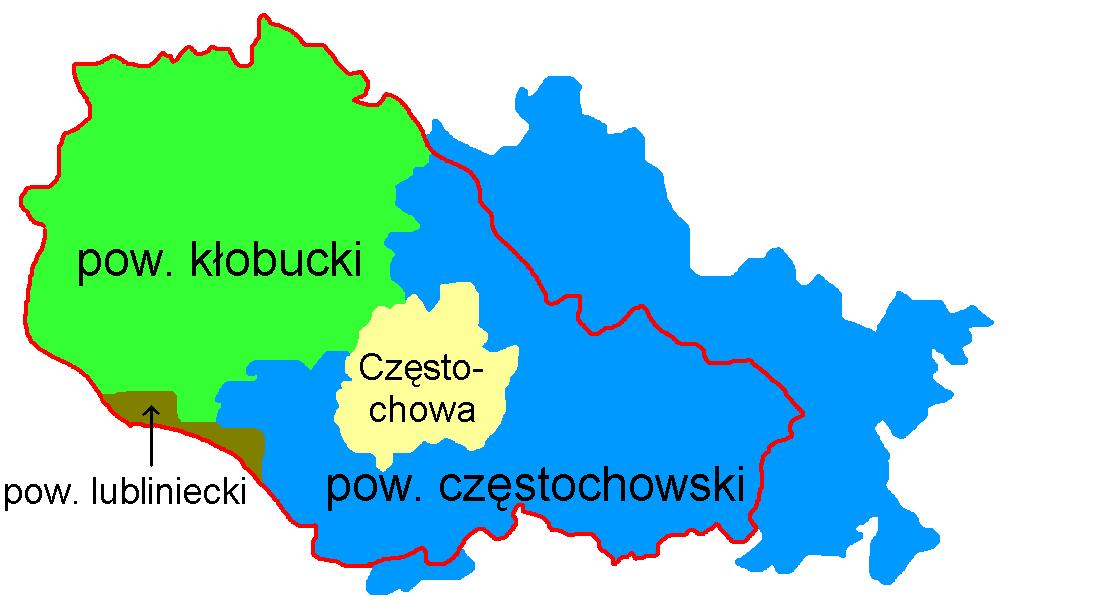
Porównanie granic powiatu częstochowskiego z lat 1867–1952 i współczesnych

## Struktura powiatu
W skład powiatu wchodzą:
- gminy miejsko-wiejskie: Blachownia, Koniecpol, Przyrów, Olsztyn
- gminy wiejskie: Dąbrowa Zielona, Janów, Kamienica Polska, Kłomnice, Konopiska, Kruszyna, Lelów, Mstów, Mykanów, Poczesna, Rędziny, Starcza
- miasta: Blachownia, Koniecpol, Przyrów, Olsztyn

## Gminy

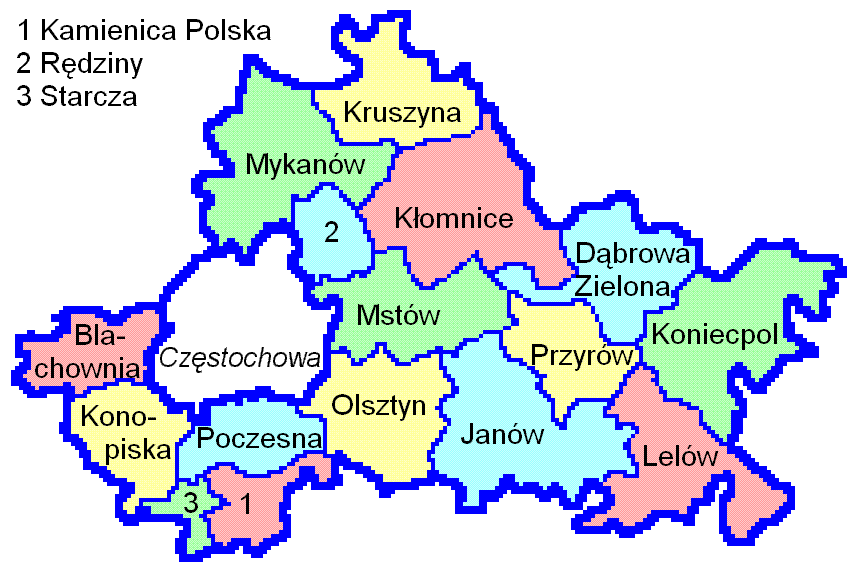
Mapa gmin w powiecie częstochowskim

| Gmina                             | Ludność (2017) | Powierzchnia           |
| --------------------------------- | -------------- | ---------------------- |
| Blachownia (w tym miasto)         | 13 132 (9738)  | 66,61 km² (36,66 km²)  |
| Koniecpol (w tym miasto)          | 9690 (6050)    | 146,62 km² (36,92 km²) |
| Olsztyn (w tym miasto)            | 7814 (2331)    | 109,1 km² (34,29 km²)  |
| Przyrów (w tym miasto)            | 3833 (1138)    | 80,4 km²               |
| Mykanów                           | 15 012         | 141,56 km²             |
| Kłomnice                          | 13 638         | 147,73 km²             |
| Poczesna                          | 12 762         | 59,98 km²              |
| Konopiska                         | 10 755         | 78,51 km²              |
| Mstów                             | 10 783         | 119,57 km²             |
| Rędziny                           | 10 055         | 41,23 km²              |
| Janów (będzie miastem od 2026 r.) | 5959           | 146,75 km²             |
| Kamienica Polska                  | 5621           | 46,45 km²              |
| Lelów                             | 4941           | 123,69 km²             |
| Kruszyna                          | 4887           | 93,55 km²              |
| Dąbrowa Zielona                   | 3909           | 100,21 km²             |
| Starcza                           | 2820           | 20,09 km²              |
| Razem                             | 135 611        | 1 522,05 km²           |

## Demografia

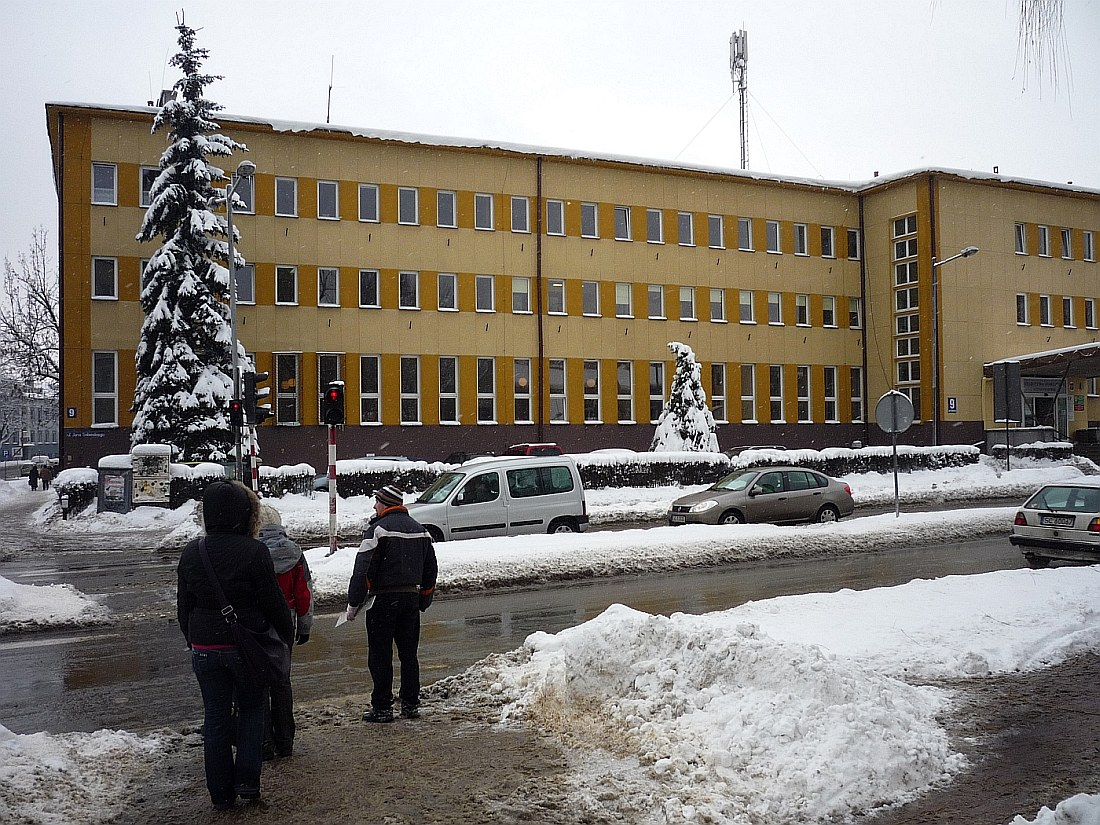
Budynek Starostwa Powiatowego w Częstochowie

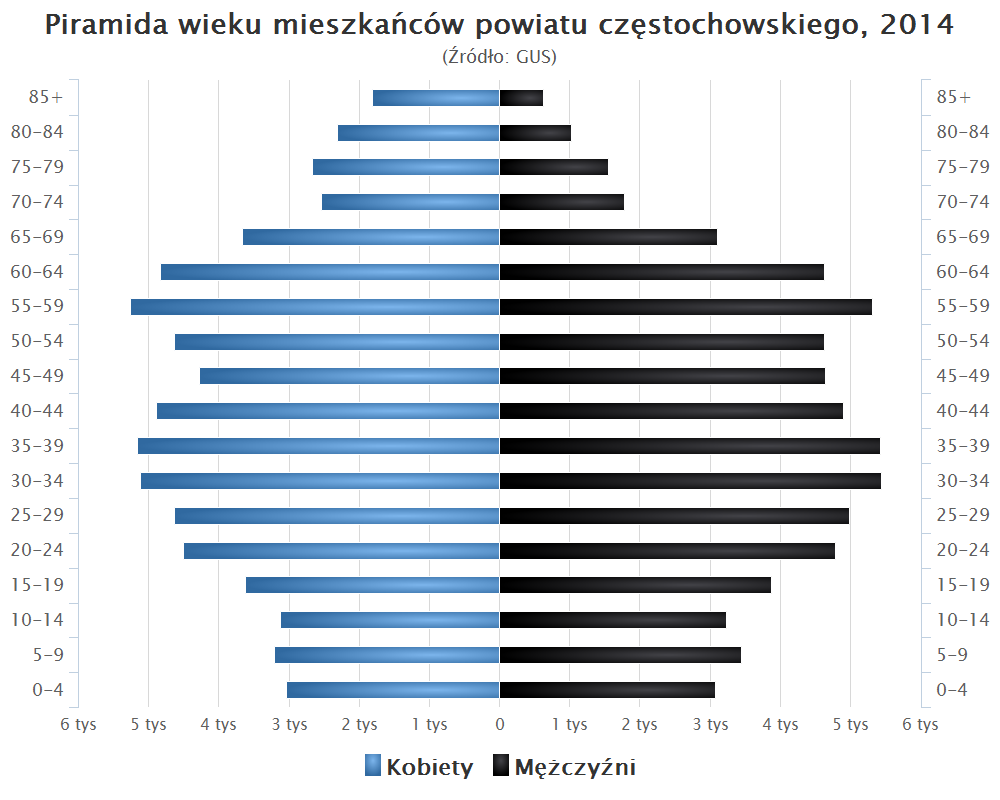
Piramida wieku mieszkańców powiatu częstochowskiego w 2014 roku

Liczba ludności (dane z 30 czerwca 2006):
|        | Ogółem  | Ogółem | Kobiety | Kobiety | Mężczyźni | Mężczyźni |
| osób   | %       | osób   | %       | osób    | %         |           |
| ------ | ------- | ------ | ------- | ------- | --------- | --------- |
| Ogółem | 133 553 | 100    | 68 123  | 51,01   | 65 430    | 48,99     |
| Miasto | 16 166  | 12,10  | 8493    | 6,36    | 7673      | 5,75      |
| Wieś   | 117 387 | 87,90  | 59 630  | 44,65   | 57 757    | 43,25     |

▶Wieś vs ▶miasto
Ogółem (▶k, ▶m)
Miasto (▶k, ▶m)
Wieś (▶k, ▶m)

## Lista starostów
Księstwo Warszawskie (podprefekci):
- Wincenty Kowalski (1807–1809)
- Stanisław Nieszkowski (1809–1813)

II RP:
- Józef Marczewski (prezydent Częstochowy) – jako komisarz rządu polskiego na powiat częstochowski[20]
- Antoni Rączka (2 X 1919 – V 1920)[21][22]
- Kazimierz Kühn[23] (1920–1932)
- Kazimierz Eustachiewicz (1932–1933)
- Bazyli Rogowski[24] (1933–1936)
- Władysław Rozmarynowski (1936–1939)

Dodatkowo od 1933 roku starosta częstochowski pełnił równolegle funkcję starosty powiatu grodzkiego częstochowskiego
RP:
- Józef Kaźmierczak (1945–1947)
- Zygmunt Kapalski (1947–1948)
- ? (1948–1950)

III RP:
- Wiesław Bąk (1999–2002)
- Ireneusz Skubis (2002–2004)
- Mieczysław Chudzik (2004–2006)
- Andrzej Kwapisz (2006 – 9 lutego 2017 r.)
- Krzysztof Smela (9 lutego 2017 r.[26] –)

## Rada Powiatu

Rada Powiatu Częstochowskiego 2018-2023

Koalicję w radzie stworzyły: PSL (kolor zielony), KO (kolor pomarańczowy) i ugrupowania lokalne (kolor czarny). PiS (kolor niebieski) pozostało w opozycji.
| Ugrupowanie                                  | 2002−2006  | 2006−2010 | 2010−2014 | 2014−2018  | 2018−2023  | 2024−2029         |
| -------------------------------------------- | ---------- | --------- | --------- | ---------- | ---------- | ----------------- |
| Polskie Stronnictwo Ludowe                   | 9          | 9         | 6         | 14         | 9 (28,56%) | 7 (TD-PL2050-PSL) |
| Prawo i Sprawiedliwość                       | –          | 3         | 3         | 3          | 8 (25,41%) | 9                 |
| Platforma Obywatelska / Koalicja Obywatelska | –          | 2         | 5         | –          | 1 (7,82%)  | 1                 |
| Sojusz Lewicy Demokratycznej                 | 8 (SLD–UP) | –         | 4         | 1 (SLD LR) | –          |                   |
| Inicjatywa Społeczna Wspólnota Samorządowa   | 7          | –         | –         | –          | –          |                   |
| Samoobrona                                   | 1          | 1         | –         | –          | –          |                   |
| Wspólnota Samorządowa                        | –          | 2         | 3         | 4          | 5 (20,20%) | 5                 |
| Porozumienie dla Powiatu Częstochowskiego    | –          | 8         | 4         | 2          | 2 (8,03%)  | 2                 |
| Razem dla Powiatu                            | –          | –         | –         | 1          | –          |                   |
| Bezpartyjni Samorządowcy                     |            |           |           |            |            | 1                 |
| Łącznie                                      | 25         | 25        | 25        | 25         | 25         | 25                |

## Sąsiednie powiaty
- Częstochowa (miasto na prawach powiatu)
- powiat zawierciański
- powiat myszkowski
- powiat lubliniecki
- powiat kłobucki
- powiat pajęczański (łódzkie)
- powiat radomszczański (łódzkie)
- powiat włoszczowski (świętokrzyskie)